# Четырёхбугорчатая камбала
Четырёхбугорчатая камбала, или желтобрюхая камбала, или жёлтая морская камбала, или желтобрюхая морская камбала (лат. Pleuronectes quadrituberculatus), — вид лучепёрых рыб из семейства камбаловых. Максимальная длина тела 87,0 см, обычно до средняя 36 см. Максимальный зарегистрированный вес 3,5 кг. Максимальный зарегистрированный возраст 37 лет. В спинном плавнике 63—74 мягких лучей, в анальном плавнике 47—55 мягких лучей. 5 высоких выступов на заглазничном гребне. Морская донная рыба. Питается в основном полихетами и амфиподами. Населяет северо-западную часть Тихого океана: от залива Петра Великого до мыса Пойнт-Хоп в Чукотском море на юг до острова Уналашка и на восток до острова Каяк в Юго-Восточной Аляске. Считается видом вне опасности, она безвредна для человека и является объектом промысла.